# Digital Photo
Digital Photo est un magazine mensuel anglais traitant de la photographie.